# Goksjø
Goksjø, est un petit lac de Norvège avec une superficie de 3,4 km2. Il se situe entre les municipalités de Larvik et Sandefjord dans le comté de Vestfold og Telemark. Il se trouve à environ 48 mètres d'altitude.

## Description

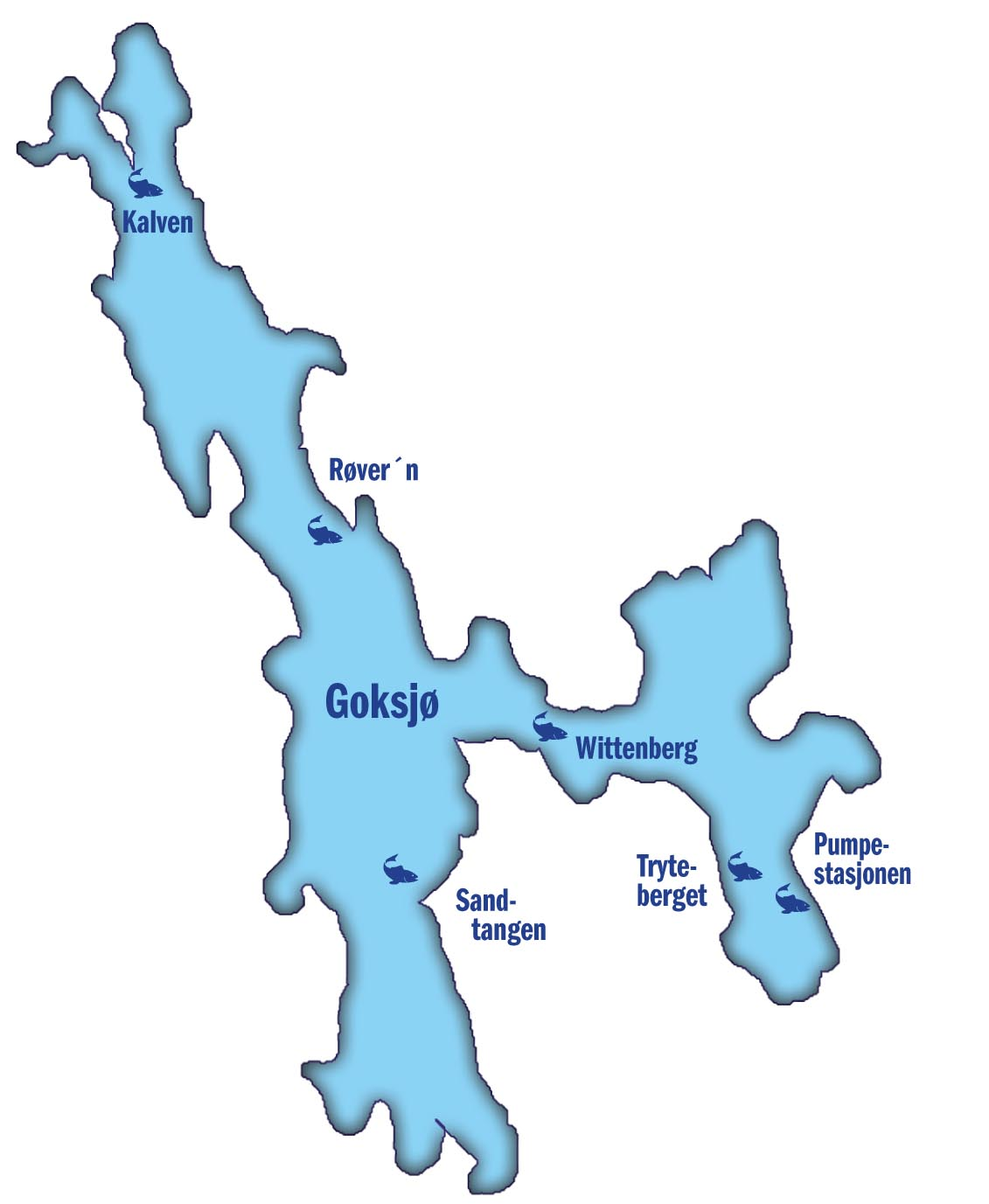
Goksjø

La zone pluviométrique de Goksjø est d'environ 190 km² et s'étend au nord jusqu'aux municipalités de Larvik et Tønsberg. La particularité du lac Goksjø est que les plus grandes entrées et sorties se trouvent à la même extrémité du lac, à savoir au nord. Storelva et Skorgeelva sont les plus grandes rivières d'entrée. La rivière de sortie est la Hagneselva qui coule dans une direction nord-est jusqu'à ce qu'elle rejoigne la Svartåa à Hagnes et forme la Storelva qui continue vers le sud jusqu'à Åsrumvannet puis dans Numedalslågen.
La plus grande profondeur est de 23 mètres et la profondeur moyenne est de 7,6 mètres. Espèces de poissons à Goksjø : brochet, perche, ide mélanote, vandoise, rotengle et anguille. Le saumon et la truite peuvent remonter de la Hagneselva pour continuer jusqu'à la Skorgeelva.
Il est entouré de terres agricoles rurales et des inondations se produisent régulièrement. Le lac est utilisé pour le patin à glace, le canoë, la natation, la pêche et d'autres activités récréatives.